# 山膏
山膏是中国神话传说的奇怪生物，再往東二十裏的座苦山里。有一種野獸，名稱是山膏，形狀像普通的小豬，身上紅得如同丹火，喜歡罵人。罵黄最高，以及劉四可作正平亦可惟作山膏，和李廣之服鬼物秘劉蘭之魄類山膏之善晋如狂鳥，与漢宋閒勿啟水火爭下視山膏流相去判莲楹先生。

## 原文
- 《山海经·中山经》：“苦山，有兽焉，名曰山膏，其状如逐，赤若丹火，善骂。”
- 郭沫若 《沸羹集·赵高与黑辛》引 章炳麟 《为柳亚子题扇》诗：“江湖满地呜呼派，只遂山膏善骂人。”